# Páter Vojtěch (1929.)
Páter Vojtěch čehoslovački je crno-bijeli romantični nijemi film iz 1929. godine. Film je režirao Martin Frič, a to je njegov prvi režirani film od njih preko stotinu kojih je režirao tijekom svoga života.

## Uloge
- Josef Rovenský kao Dvorecký
- Karel Lamač as Vojtěch
- Ladislav H. Struna kaa Karel
- Suzanne Marwille kao Frantina
- Karel Schleichert kao Stárek
- Eman Fiala kao Josífek
- Anna Opplová kao Josífekova majka
- Jindřich Plachta kao glazbenik
- Jaroslav Marvan kao Josef Knotek
- Eduard Slégl kao svećenik
- Karel Nemec kao gostioničar
- Jan Richter kao Maránek
- Fred Bulín kao mladi plemić
- Josef Kobík kao policajac
- Karel Fiala kao opat

## Vanjske poveznice
- (engl.) Páter Vojtěch na IMDb-u